# St. Johannes der Täufer (Pfersdorf)

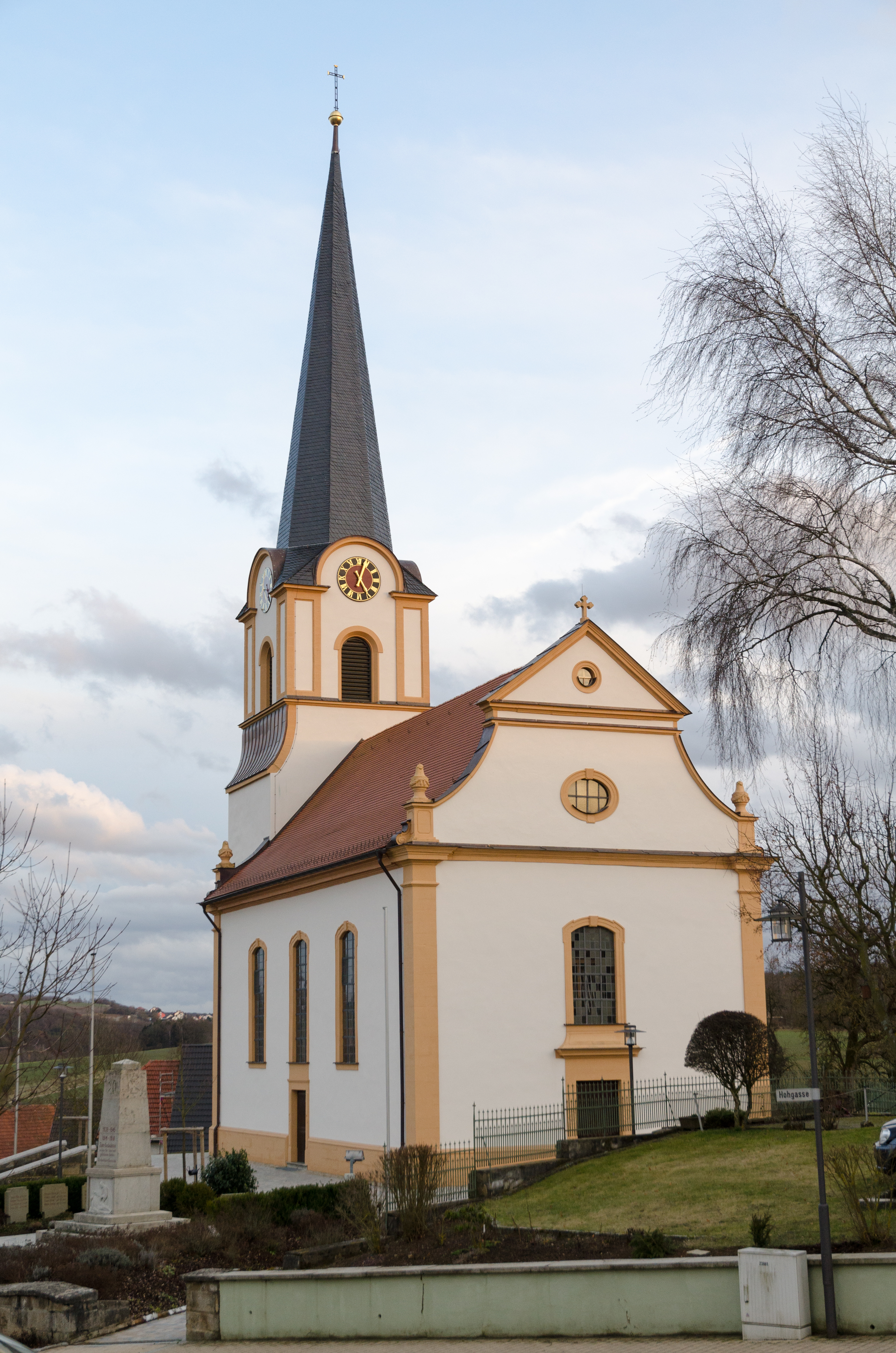
St. Johannes der Täufer

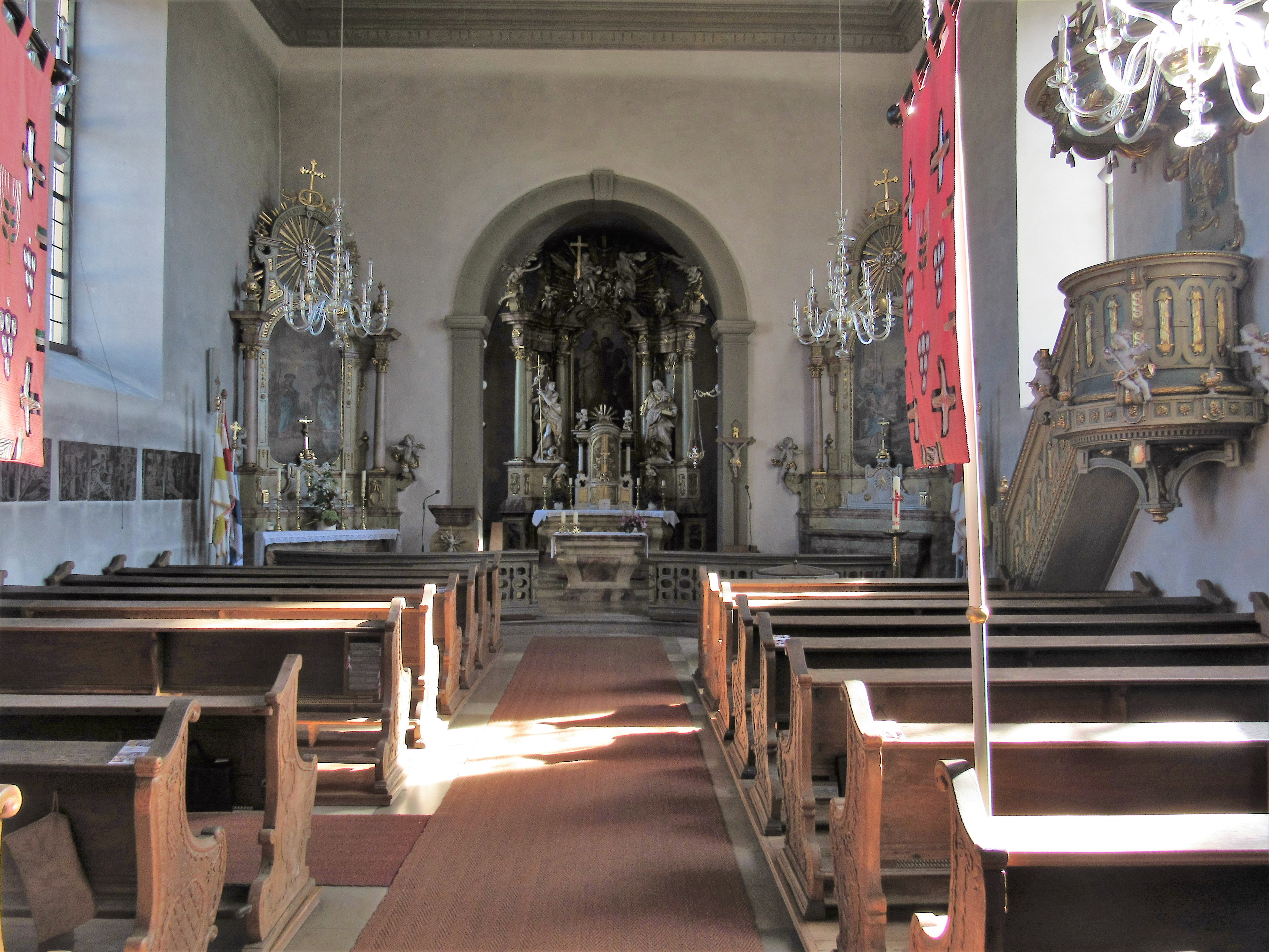
Innenraum der Kirche

Die römisch-katholische Kirche St. Johannes der Täufer ist eine Kirche im bayerischen Pfersdorf, einem Stadtteil des Ortes Poppenhausen im unterfränkischen Landkreis Schweinfurt. Sie gehört zu den Baudenkmälern in Poppenhausen und ist unter der Nummer D-6-78-168-86 in der Bayerischen Denkmalliste registriert. Die Kirche ist dem heiligen Johannes dem Täufer geweiht.

## Geschichte
Eine erste dem Täufer Johannes geweihte Pfarrkirche in Pfersdorf ist bereits für das Jahr 1307 belegt; wann genau diese gebaut wurde, ist jedoch unbekannt.
Der Kern des Kirchturms der heutigen Kirche ist mittelalterlichen Ursprungs. Im Jahr 1746 wurde unter Maurermeister Johannes Müller ein neuer Chorraum mit gratigem Kreuzgewölbe angebaut. 1746 und 1747 wurde ein „Schreiner von Kützberg“, womit wahrscheinlich der Faber Iignarius Johannes Michael König gemeint ist, für die Errichtung eines Hochaltars bezahlt. Das Hochaltarbild schuf um 1854 ein Künstler namens Leimgrub.
In ihrer heutigen Form entstanden die Kirche im Jahr 1794 unter Ortspfarrer Georg Stephan Behr, der nach seinem Amtsantritt im Jahr 1780 bereits für einen Wiederaufbau des Pfarrhauses gesorgt hatte. Im Jahr 1794 entstand das Langhaus der Kirche unter Maurermeister Valentin Schleichert aus Kissingen.
Im Jahr 1795 entstand die Empore, der alte Beichtstuhl, die Kommunionbank und die Bänke der Kirche; sie wurden vom Schreinermeister Michael Behringer aus Rannungen angefertigt. Die beiden klassizistischen Seitenaltäre wurden (ebenfalls 1795) vom Bildhauer Michael Rehm aus Egenhausen (von dem auch die klassizistische Kanzel der Kirche stammt) sowie deren ursprüngliche Altarbilder von Georg Peter Straßburger aus Würzburg angefertigt. Die heutigen Altarbilder schuf im Jahr 1896 Eulogius Böhler, von dem auch das Deckengemälde „Mariens Himmelfahrt“ stammt.
Pfarrer Behr weihte die Kirche nach entsprechender Erlaubnis des Ordinariats im Januar 1796. Nach seinem Tod am 5. Februar 1796 wurde er in der Mitte des Chores bestattet.
Auf Anweisung des Kgl. Landgerichts vom 12. März 1861 wurde im Jahr 1863 der Kirchturm aufgestockt.
Bei den Kampfhandlungen im Ort am 7. und 8. April 1945 im Rahmen des Zweiten Weltkrieges wurde der Kirchturm durch Granatenbeschuss beschädigt und hatte nun eine Höhe von nur 10 Metern.
Im Jahr 1952 wurden neue Glocken geweiht. Einzelheiten dazu sind nicht bekannt. Die aktuell vorhandenen Glocken erklingen in den Tönen f′ — a′ — c´´.
Im Jahr 1959 fand eine Renovierung der Kirche statt, in deren Zusammenhang auch die Grabplatte des Pfarrers Johannes Göpfert wiederentdeckt wurde, der von 1614 bis 1623 im Ort gewirkt hatte.